# Coupe du Chili de football
La Coupe du Chili de football (espagnol : Copa Chile) est une compétition annuelle de football organisée par la Fédération du Chili de football, opposant les clubs professionnels et amateurs du Chili. En raison de contraintes dans le calendrier et sous la pression des clubs, la Coupe disparaît en 2000, mais est rétablie en 2008. 
Depuis 2009, le vainqueur est qualifié pour la Copa Sudamericana de la saison suivante.

## Finales
| Année     | Vainqueur                                 | Finaliste                                 | Score                                     |
| --------- | ----------------------------------------- | ----------------------------------------- | ----------------------------------------- |
| 1958      | Colo-Colo (1)                             | Universidad Católica                      | 2 - 2                                     |
| 1959      | Santiago Wanderers (1)                    | Deportes La Serena                        | 5 - 1                                     |
| 1960      | Deportes La Serena (1)                    | Santiago Wanderers                        | 4 - 1                                     |
| 1961      | Santiago Wanderers (2)                    | Universidad Católica                      | 2 - 0, 1 - 2                              |
| 1962      | Luis Cruz Martínez (1)                    | Universidad Católica                      | 2 - 1                                     |
| 1963-1973 | Non joué                                  | Non joué                                  | Non joué                                  |
| 1974      | Colo-Colo (2)                             | Santiago Wanderers                        | 3 - 0                                     |
| 1975      | CD Palestino (1)                          | Lota Schwager                             | 4 - 0                                     |
| 1976      | Non joué                                  | Non joué                                  | Non joué                                  |
| 1977      | CD Palestino (2)                          | Unión Española                            | 3 - 3, 1 - 0                              |
| 1978      | Non joué                                  | Non joué                                  | Non joué                                  |
| 1979      | Universidad de Chile (1)                  | Colo-Colo                                 | 2 - 1                                     |
| 1980      | Deportes Iquique (1)                      | Colo-Colo(3)                              | 2 - 1                                     |
| 1981      | Colo-Colo (3)                             | Audax Italiano                            | 5 - 1                                     |
| 1982      | Colo-Colo (4)                             | Universidad Católica                      | [ 2 ]                                     |
| 1983      | Universidad Católica (1)                  | CD O'Higgins                              | [ 3 ]                                     |
| 1983      | Universidad Católica (2)                  | Naval de Talcahuano                       | 1 - 0                                     |
| 1984      | Everton de Viña del Mar (1)               | Universidad Católica                      | 3 - 0                                     |
| 1985      | Colo-Colo (5)                             | CD Palestino                              | 1 - 0                                     |
| 1986      | Cobreloa (1)                              | Fernández Vial                            | 0 - 1, 2 - 0, 3 - 0                       |
| 1987      | Cobresal (1)                              | Colo-Colo                                 | 2 - 0                                     |
| 1988      | Colo-Colo (6)                             | Unión Española                            | 1 - 0                                     |
| 1989      | Colo-Colo(7)                              | Universidad Católica                      | 2 - 2, 1 - 0                              |
| 1989      | Unión Española(1)                         | CD Huachipato                             | 2 - 0                                     |
| 1990      | Colo-Colo (8)                             | Universidad Católica                      | 3 - 2                                     |
| 1991      | Universidad Católica (3)                  | CD Cobreloa                               | 1 - 0                                     |
| 1992      | Unión Española (2)                        | Colo-Colo                                 | 3 - 1                                     |
| 1993      | Unión Española (3)                        | CD Cobreloa                               | 3 - 1                                     |
| 1994      | Colo-Colo (9)                             | CD O'Higgins                              | 1 - 1 4 - 2 (t.a.b.)                      |
| 1995      | Universidad Católica (4)                  | CD Cobreloa                               | 4 - 2                                     |
| 1996      | Colo-Colo (10)                            | Rangers de Talca                          | 1 - 1, 1 - 0                              |
| 1997      | Non joué                                  | Non joué                                  | Non joué                                  |
| 1998      | Universidad de Chile (2)                  | Audax Italiano                            | 1 - 1, 2 - 0                              |
| 1999      | Non joué                                  | Non joué                                  | Non joué                                  |
| 2000      | Universidad de Chile (3)                  | Santiago Morning                          | 2 - 1 (a.p.)                              |
| 2001-2007 | Non joué                                  | Non joué                                  | Non joué                                  |
| 2008-2009 | Universidad de Concepción (1)             | Deportes Ovalle                           | 2 - 1                                     |
| 2009      | Unión San Felipe (1)                      | Municipal Iquique                         | 3 - 0                                     |
| 2010      | Deportes Iquique(2)                       | Deportes Concepción                       | 1 - 1 4 - 3 (t.a.b.)                      |
| 2011      | Universidad Católica (5)                  | Magallanes                                | 0 - 1, 1 - 0 4 - 2 (t.a.b.)               |
| 2012-2013 | Universidad de Chile (4)                  | Universidad Católica                      | 2 - 1                                     |
| 2013-2014 | Deportes Iquique (3)                      | CD Huachipato                             | 3 - 1                                     |
| 2014-2015 | Universidad de Concepción (2)             | CD Palestino                              | 3 - 2                                     |
| 2015      | Universidad de Chile (5)                  | Colo-Colo                                 | 1 - 1 5 - 3 (t.a.b.)                      |
| 2016      | Colo-Colo (11)                            | Everton de Viña del Mar                   | 4 - 0                                     |
| 2017      | Santiago Wanderers (3)                    | Universidad de Chile                      | 3-1                                       |
| 2018      | CD Palestino (3)                          | Audax Italiano                            | 1-0, 3-2                                  |
| 2019      | Colo-Colo (12)                            | Universidad de Chile                      | 2-1                                       |
| 2020      | Annulé à cause de la pandémie de Covid-19 | Annulé à cause de la pandémie de Covid-19 | Annulé à cause de la pandémie de Covid-19 |
| 2021      | Colo-Colo (13)                            | Everton de Viña del Mar                   | 2-0                                       |
| 2022      | Magallanes (1)                            | Unión Española                            | 2-2, 7-6 tab                              |
| 2023      | Colo-Colo (14)                            | Magallanes                                | 3-1                                       |
| 2024      | Universidad de Chile (6)                  | Deportivo Ñublense                        | 1-0                                       |